# Weekend con il morto 2
Weekend con il morto 2 (titolo originale Weekend at Bernie's II) è un film commedia statunitense del 1993, diretto da Robert Klane. Il film, che mantiene sempre Andrew McCarthy, Jonathan Silverman e Terry Kiser come attori protagonisti, è il seguito di Weekend con il morto (1989).

## Trama
Larry Wilson e Richard Parker vengono licenziati dalla compagnia di assicurazione per cui lavoravano, in quanto accusati di aver sottratto due milioni di dollari. Questo denaro, in realtà, era stato rubato da un dirigente della società, Bernie Lomax, morto da poco, che avrebbe voluto uccidere i due proprio perché avevano scoperto del cospicuo ammanco. I due giovani cercano, così, di trovare i due milioni fingendo che Bernie sia vivo e utilizzando il suo corpo come una marionetta, per compiere gli atti necessari al ritrovamento. Anche Arthur Hummel, che ha licenziato Larry e Richard, è alla ricerca del denaro per conto della società truffata. Nel frattempo alcuni gangster, alle Isole Vergini, si rivolgono ad una sacerdotessa vudù, che li incarica di compiere un rito magico sul corpo di Bernie affinché li conduca al denaro.
Il sortilegio, però, non va come previsto, e porta il cadavere di Lomax a prendere vita ogniqualvolta vi sia della musica.

## Produzione
Il film è stato girato nel territorio delle Isole Vergini Americane e a New York.

## Accoglienza
La pellicola fu un buon successo al botteghino, incassando 12 milioni di dollari.